# Heterophleps pallescens
Heterophleps pallescens là một loài bướm đêm trong họ Geometridae.